# العربي جابر
العربي جابر (25 مايو 1985 بتونس في تونس - ) هو لاعب كرة قدم تونسي في مركز الدفاع. شارك مع منتخب تونس لكرة القدم. أما مع النوادي، فقد لعب مع الترجي الرياضي التونسي والنادي الرياضي البنزرتي ونادي الاتحاد.

## روابط خارجية
- العربي جابر على موقع قاعدة بيانات كرة القدم.إي يو (الإنجليزية)
- العربي جابر على موقع ناشيونال فوتبول تيمز (الإنجليزية)
- العربي جابر على موقع Soccerway.com (الإنجليزية)